# Srŏk Svay Chrŭm
Srŏk Svay Chrŭm är ett distrikt i Kambodja.   Det ligger i provinsen Svay Rieng, i den södra delen av landet, 100 km sydost om huvudstaden Phnom Penh. Antalet invånare är 129 573.